# Episodi di Scooby-Doo! Mystery Incorporated (seconda stagione)
La seconda stagione della serie animata Scooby-Doo - Mystery, Inc. va in onda negli USA dal 30 luglio 2012 su Cartoon Network, mentre in Italia a partire dal 31 ottobre 2012 su Boomerang.
| nº | Titolo originale                            | Titolo italiano                       | Prima TV USA   | Prima TV Italia  |
| -- | ------------------------------------------- | ------------------------------------- | -------------- | ---------------- |
| 1  | The Night the Clown Cried                   | La notte del Clown                    | 30 luglio 2012 | 31 ottobre 2012  |
| 2  | The House of the Nightmare Witch            | La strega Baba Jaga                   | 31 luglio 2012 | 5 novembre 2012  |
| 3  | The Night the Clown Cried II: Tears of Doom | La notte del Clown II: Lacrime Fatali | 1º agosto 2012 | 6 novembre 2012  |
| 4  | Web of the Dreamweaver!                     | Gioco di ruolo                        | 2 agosto 2012  | 7 novembre 2012  |
| 5  | The Hodag of Horror                         | Il mostro delle campane               | 3 agosto 2012  | 8 novembre 2012  |
| 6  | Art of Darkness!                            | Colpo della Polka                     | 6 agosto 2012  | 9 novembre 2012  |
| 7  | The Gathering Gloom                         | Il mistero s'infittisce               | 7 agosto 2012  | 12 novembre 2012 |
| 8  | Night on Haunted Mountain                   | La baia di cristallo                  | 8 agosto 2012  | 13 novembre 2012 |
| 9  | Grim Judgment                               | Il pellegrino fustigatore             | 9 agosto 2012  | 14 novembre 2012 |
| 10 | Night Terrors                               | Il mistero del castello               | 10 agosto 2012 | 15 novembre 2012 |
| 11 | The Midnight Zone                           | La città sommersa                     | 13 agosto 2012 | 16 novembre 2012 |
| 12 | Scarebear                                   | Il Mostrorso                          | 14 agosto 2012 | 19 novembre 2012 |
| 13 | Wrath of the Krampus                        | Il mostro robot                       | 15 agosto 2012 | 20 novembre 2012 |
| 14 | Heart of Evil                               | Quest X                               | 16 agosto 2012 | 4 marzo 2013     |
| 15 | Theater of Doom                             | Il teatro maledetto                   | 17 agosto 2012 | 4 marzo 2013     |
| 16 | Aliens Among Us                             | Grigi, rettiliani e affini            | 25 marzo 2013  | 5 marzo 2013     |
| 17 | The Horrible Herd                           | Caccia alla regina                    | 25 marzo 2013  | 5 marzo 2013     |
| 18 | Dance of the Undead                         | Ballo con gli zombie                  | 26 marzo 2013  | 6 marzo 2013     |
| 19 | The Devouring                               | La dieta del vorace                   | 27 marzo 2013  | 6 marzo 2013     |
| 20 | Stand and Deliver                           | Il Brigante Gentiluomo                | 28 marzo 2013  | 7 marzo 2013     |
| 21 | The Man of the Mirror                       | Attraverso lo specchio                | 29 marzo 2013  | 7 marzo 2013     |
| 22 | Nightmare in Red                            | Il segreto del sarcofago              | 2 aprile 2013  | 8 marzo 2013     |
| 23 | Dark Night of the Hunters                   | Il Cuore del Giaguaro                 | 3 aprile 2013  | 8 marzo 2013     |
| 24 | Gates of Gloom                              | L'esercito dei robot                  | 4 aprile 2013  | 11 marzo 2013    |
| 25 | Through the Curtain                         | Le porte dell'abisso                  | 5 aprile 2013  | 11 marzo 2013    |
| 26 | Come Undone                                 | I misteri non finiscono mai           | 5 aprile 2013  | 12 marzo 2013    |

## La notte del Clown
7 settimane dopo la separazione della Mystery Incorporated a Crystal Cove si aggira un feroce criminale che si fa chiamare "Clown Gne-Gne Bebè", che sparge in giro per la città delle bombe distruttive, arrivando a far saltare in aria l'auto dello sceriffo Stone, che fortunatamente riesce a salvarsi. Janet Nettles, la nuova sindaca di Crystal Cove, dopo che Fredrick Jones Sr. è stato arrestato in qualità di colpevole della sparizione dell'originaria Mystery Inc, all'interno del suo ufficio, viene avvicinata da una figura incappucciata dalla voce soffocata, che suggerisce alla donna di ritrovare il più in fretta possibile Fred, Daphne, Velma, Shaggy e Scooby, se vuole che Crystal Cove viva ancora. Nel frattempo, Scooby abita oramai in una desolata fattoria dove le razzie nei confronti del cane sono all'ordine del giorno. Una notte, Scooby riesce a scappare, e a metà strada, viene prelevato da Janet, la quale chiede aiuto nella ricerca degli altri membri della Mystery Inc. Scooby porta via Shaggy dall'accademia militare servendosi di un carro armato, e sono vani i tentativi del comandante di fermarli, e successivamente, i due amici, si ricongiungono. Intanto, Fred sta ancora continuando a perlustrare Crystal Cove nella speranza di incontrare i suoi veri genitori, Brad Chiles e Judy Reeves, ma si riduce ad essere un barbone vagabondo. Shaggy e Scooby riabbracciano l'amico, e lo persuadono a dar loro una mano con il Clown Gne-Gne Bebè. Fred è d'accordo, ma una volta risolto l'arcano, ritornerà alle sue ricerche. In città, i 3 ragazzi si imbattono nel mostro, e mentre Shaggy e Scooby salgono a bordo della Mystery Machine, Fred inizia a svignarsela per evitare le bombe del Clown, finché, con una trappola da lui stesso creata in passato, la medesima sagoma incappucciata non lo salva. Fred, dal sarcasmo utilizzato dall'individuo, capisce che si tratta proprio di Velma, che finalmente riabbraccia l'amico, per poi ritornare nella Mystery Inc. assieme anche a Shaggy e Scooby. Velma spiega ai ragazzi che da quando la squadra si è sciolta, è stato il caos a regnare a Crystal Cove, ed è rimasta alquanto ferita dalla partenza di Fred. Velma racconta inoltre che, dall'incarcerazione di Jones, non si sono avute più notizie di Mr. E, così come per Pericles, che è fuggito con i pezzi del Disco Planisferico. In quanto ad Angel, Velma dice che la donna ha provato a presentarsi da lei per delle scuse, ma non volle riceverla. Fred, per il momento, mira solamente alla cattura del Clown Gne-Gne Bebè, ma non possono farlo senza Daphne, l'unica assente all'appello. Velma pensa che questo possa essere un problema, dal momento che Daphne ha completamente gettato dietro di sé il passato, la Mystery Incorporated e l'amore per Fred, tanto da essersi fidanzata con il famoso attore Baylor Hotner, che alberga a Crystal Cove per delle ricerche sul suo prossimo film. Daphne si scontra con Fred, ma dal trasandato aspetto del giovane, non lo riconosce, e anzi, lo scambia per un senzatetto, dopodiché, va via con Baylor. Fred, Velma, Shaggy e Scooby vengono convocati in municipio per un incontro con gli abitanti di Crystal Cove per decidere sul da farsi, e scoprono che non corre buon sangue tra Janet e lo sceriffo Stone, visto che Bronson aspirava all'incarico di sindaco della città. La riunione dura poco quando, inaspettatamente, compare il Clown, che offre un ultimatum a Crystal Cove: dargli 5 milioni di dollari, e abbandonare così il ruolo di pagliaccio cattivo, o continuare a seminare il panico. La Mystery Inc. lotta per il bene della città, ma Fred si spaventa perché ha un'amnesia che gli vieta di ricordare le sue capacità nel fabbricare trappole. A quel punto, il Clown fa esplodere parte del municipio, ma tutti si salvano. Anche Velma condivide con Fred il fatto di non essere più nella condizione di saper risolvere i misteri, di conseguenza, i quattro credono che la ragione di tutto sia la mancanza di Daphne. Allora, Fred fa un ultimo tentativo di riportarla nella Mystery Inc., ma Daphne ammette di essere cambiata e di aver chiuso per sempre con lui e i misteri. Nonostante la scenata di Daphne, Fred crede che la ragazza sia con loro e che abbia finto solo perché era presente Baylor. Fred, Velma, Shaggy e Scooby escogitano una trappola, e riservano un posto per Daphne, che dovrebbe dare il colpo di grazia al Clown. Al momento più opportuno, i ragazzi notano che Daphne ancora non è arrivata, dando dunque la libertà al mostro, che fa esplodere un magazzino di fuochi d'artificio, e poi, scappa via, riuscendo a farla franca. Infine, Velma, Shaggy e Scooby confortano Fred, che ha finalmente capito che Daphne non tornerà mai più.
- Mostro: Clown Gne-Gne Bebè.
- Note:
  - Il titolo dell'episodio e un chiaro riferimento al film di Jerry Lewis, The Day the Clown Cried.
  - Baylor Hotner è ispirato a Taylor Lautner, il licantropo della famosa saga cinematografica Twilight che nell'episodio e chiamata "Tenebra". Tra l'altro il suo doppiatore, Matt Lanter, ha recitato nel ruolo di Edward Cullen, nella parodia di Twilight: Mordimi.
  - Il clown menziona "Mano Tiki Tia", mostro catturato in Scooby Doo! Dove Sei Tu? Ma alle hawaii Daphne dice a Baylor di non essere mai andata più lontano di Gatorsburg.

## La strega Baba Jaga
Russia. In una gelida notte, Velma e la ragazza Hot Dog, ossia Marcie Fleach, entrano in un museo nel quale è custodita la casa di una strega del Folklore, Baba Jaga, per recuperare un oggetto bramato da Mr. E, verso cui lavorano. I piani delle ragazze vengono rovinati dall'arrivo di un custode, anche se, improvvisamente, la statua di Baba Jaga prende vita e lo assale. Mr. E contatta Velma e Marcie, dicendo loro che a questo punto, è meglio comprare la casa e spedirla a Crystal Cove. Intanto, la scuola per la gang è ricominciata, ma le cose non sono più le stesse da quando Daphne non vuole saperne più di risolvere misteri, e ignora spudoratamente la Mystery Inc. come se non fossero mai stati suoi amici. Per colmare il vuoto che ha lasciato Daphne, Velma suggerisce di aggiungere al gruppo Marcie, la cui pena per aver finto di essere una Manticora è stata condonata per aver reso il sistema di sicurezza della prigione più efficace e spietato, e ora, è sotto l'ala di Velma. Shaggy e Scooby sono d'accordo, nonostante Fred sia restio alla decisione, pensando che nessuno mai sarà in grado di sostituire Daphne. Nel frattempo, la casa di Baba Jaga, sottocommissione di Mr. E, è appena approdata a Crystal Cove. Misteriosamente, la casa si anima, facendosi spuntare due enormi zampe di gallina, davanti agli occhi sbalorditi del direttore Vronski e della vice-direttrice Anna Arkadjevna, del museo russo. Anna viene inghiottita dall'abitazione, che in seguito, si dilegua. La Mystery Inc apprende dalla radio della polizia, della casa di Baba Jaga in fuga, e decidono di iniziare le indagini. Fred, Velma, Marcie, Shaggy e Scooby si inoltrano nella radura in cui si sarebbe rifugiato lo stabile, ma Velma e Marcie continuano a far finta di nulla per mantenere nascosta la loro collaborazione con Mr. E. I ragazzi trovano l'inquietante magione, ma prima di poterci entrare, Baba Jaga scaglia la sua ira sui giovani risolutori, che se la danno a gambe, mentre la casa scompare tra gli alberi. La Mystery Inc. chiama a raccolta lo sceriffo Stone, il sindaco Nettles e il direttore Vronski, il quale racconta della terribile esperienza con la casa. Velma e Marcie si allontanano dalla scena per telefonare Mr. E, che le convince a non smettere di cercare l'abitazione. Scooby, tuttavia, ascolta la conversazione, e subito dopo, avverte Shaggy e Fred, il quale ha sempre vissuto in condizioni penose nella casa dove un tempo vi era anche il suo finto padre, l'ex sindaco Jones. A notte fonda, Velma e Marcie, seguendo lo strano liquido nero che il maniero infestato si lascia dietro, scovano la casa di Baba Jaga, apparentemente disabitata. Al suo interno, le due ragazze trovano il terzo pezzo del Disco Planisferico, oggetto desiderato da Mr. E, ma vengono colte sul fatto da Fred, Shaggy e Scooby. Dunque, Velma si giustifica, dicendo che, dopo essere stata piantata in asso dalla squadra, si è unita al team di Mr. E per recuperare i restanti pezzi del Disco Planisferico, così da impedire al Professor Pericles di raggiungere il suo scopo di entrare in possesso del tesoro maledetto. Velma dimostra di stare dalla parte dei compagni, consegnando loro il terzo frammento, ma in quel momento, la casa prende vita e aggredisce i ragazzi, sbattendoli fuori. Marcie riconosce nello strano liquido che fuoriesce dall'abitazione, lo stesso che suo padre utilizzava nel Luna Park, e Fred trova un pezzo di vetro lasciato da Baba Jaga. Fred convince Daphne a dare una mano con le investigazioni, e la ragazza comunica che il brandello di vetro è parte di un Uovo Fabergé. Vicini alla risoluzione del mistero, la gang, eccetto Daphne, raggiunge il porto, dal momento che Velma afferma il fatto che il fluido dell'abitazione della strega è usato anche per le navi. Qui, la casa di Baba Jaga li attacca ancora una volta, ma, con l'ausilio della Mystery Machine e di una fune, gli amici smascherano la strega come il direttore Vronski. Quest'ultimo, approfittando del suo incarico, ha potuto modificare la casa, in modo da utilizzarla come mezzo per spedire le Uova Fabergé, così da rivenderle, e se qualcuno lo avesse intralciato, lui avrebbe azionato l'abitazione per spaventarlo. Verso la fine della puntata, Marcie ammette di essere felice di far parte della squadra, ma Fred persegue il desiderio di riavere con loro la sua amata Daphne. I ragazzi scortano Marcie a casa, dove ad attenderla c'è Mr. E, il quale le dice che ormai non si può più fidare di Velma, poiché lo ha tradito per il suo gruppo, per cui, minaccia Marcie, obbligandola ad essere i suoi occhi e le sue orecchie in modo tale da spiare ogni mossa della Mystery Incorporated.
- Mostro: Baba Jaga / Mr. Vronski.
- Indizi: Terzo pezzo del Disco Planisferico.
- Note: L'episodio è un riferimento a Bartok il magnifico.

## La notte del Clown II: Lacrime Fatali
Fred consulta lo psicologo Henklefurst per capire cosa c'è che non vada in lui, ed lui conclude che Daphne sia il pezzo mancante alla vita del ragazzo. Al termine della seduta, Fred lascia l'ufficio, mentre il dottore riceve la visita del Clown Gne-Gne Bebè, che lo cattura e porta via. La sera stessa, Fred pianifica un romantico appuntamento con Daphne in riva al mare, così, aspetta che la ragazza si addormenti per trasportare il suo letto in spiaggia. Quando Daphne lo scopre, va su tutte le furie, e suggerisce a Fred di andare avanti così come ha fatto lei. Il giorno seguente, Shaggy non sa come farsi ricrescere i capelli in maniera più veloce dopo esserseli rasati per l'accademia militare, e Velma apprende dal giornale della scomparsa di Henklefurst, ma solo Marcie sembra intenzionata ad aiutare l'amica nelle indagini. Nel frattempo, Cassidy, ritornata alla propria vera identità, si reca dalla migliore parrucchiera di Crystal Cove, Bella G, per tagliarsi i capelli e ricominciare da zero. Con un nuovissimo look da sfoggiare, Cassidy si guarda allo specchio del bagno, e tutto ad un tratto, compare Ricky, che l'avvisa che loro sanno chi stanno arrivando a Crystal Cove per Fred, e ciò potrebbe essere il momento perfetto per riavvicinarsi alla Mystery Inc. Cassidy si rifiuta di lavorare di nuovo con lui, e di ferire ulteriormente i ragazzi, finché, nella struttura, non sopraggiunge il Clown Gne-Gne Bebè, che rapisce Bella G. Shaggy e Scooby assistono al rapimento, e il mattino successivo, assieme a Fred, Velma e Marcie, la Mystery Inc. fa la conoscenza di J. R. Kipple, il nuovo addetto stampa. Velma rinviene un microchip sulla scena del crimine, e Cassidy cerca di farsi perdonare dai ragazzi, ma senza successo. Fred, intanto, è occupato a farsi notare da Daphne, ma tutti i suoi tentativi risultano vani. Shaggy e Scooby accompagnano la signora Rogers dall'estetista, ma trovano lo studio sottosopra a causa del Clown, che ha inoltre rapito il medico. Pronti a porre fine al caso, Velma e Marcie modificano una radiolina per ricevere il segnale dal trasmettitore ritrovato nel salone di Bella G. Seguendo il propagatore, la Mystery Inc. crede di aver catturato il colpevole, ma in realtà, la persona in questione si svela essere Daphne, e Velma capisce che qualcuno le ha posto un tracciatore sotto pelle. Il Clown Gne-Gne Bebè fa la sua apparizione e cerca di prendersi Daphne, ma Fred la trae in salvo, e subito dopo, il signor Kipple e la stampa si presentano in cerca di scoop. Daphne continua ad ignorare i compagni, così se ne va con Baylor, e i due amati comunicano che entrambi sono in partenza per Hollywood, dove Hotner ha intenzione di rendere Daphne una star quanto lui. Fred rimane scioccato dalla notizia, e Velma, Marcie, Shaggy e Scooby spiano Kipple fuori dalla sua abitazione, ma sciolgono ogni dubbio su un suo possibile coinvolgimento quando il Clown lo rapisce dinanzi ai loro stessi occhi. I ragazzi si deprimono per non avere ancora uno straccio di indizio, se non fosse che Fred si riprende dal suo stato di choc e crede di sapere le prossime mosse del Clown, il quale, si trova all'aeroporto in procinto di partire con Daphne, Hunklefurst, Bella G, Kipple e il medico. Shaggy e Scooby si intrufolano nell'aereo spacciandosi per dei piloti, e mentre i due amici trattengono il Clown, Fred, Velma e Marcie cercano di liberare gli ostaggi. Il Clown, tuttavia, aziona inavvertitamente il volatile, e i movimenti bruschi, fanno cadere dall'aereo Fred, Velma e Marcie. Velma prende il controllo della Mystery Machine, e Fred si arrampica su per l'aereo. Fred pilota il volatile, e Shaggy e Scooby liberano Daphne, e infine, l'aereo tocca il suolo, con il Clown Gne-Gne Bebè viene smascherato come Baylor Hotner. Lui racconta che per immedesimarsi nel ruolo di un pagliaccio nel suo prossimo film, mise un microchip in quattro persone, così che fossero come la sua squadra, e si è approfittato di Daphne per non destare sospetti. Daphne dà il benservito a Baylor, che viene condotto via dalle autorità, e poi accetta il perdono di Fred, e ritorna nella Mystery Incorporated, e insieme, i cinque amici si abbracciano felicemente, mentre Velma nota da lontano la consapevolezza di Marcie nel dover abbandonare la gang.
- Mostro: Il Clown Gne-Gne Bebè / Baylor Hotner

## Gioco di ruolo
Nel bel mezzo della notte, il famoso banchiere Horbert Feist si sveglia di soprassalto in preda al panico e al delirio. Talmente spaventato, Horbert scappa via di casa con la sua auto a gran velocità, fino a farla schiantare violentemente contro la sua stessa banca, riuscendo a saltare fuori dal veicolo appena in tempo. Dalle fiamme dell'esplosione, emerge una terrificante figura che somiglia ad uno stregone malvagio. Il mattino seguente, la Mystery Incorporated si riunisce per mandare via, in maniera delicata, Marcie dal gruppo. Velma, specialmente, lo fa controvoglia, infatti, Marcie, prima di abbandonare la squadra, ammette di aver creduto che l'amicizia con Velma valesse di più, dopodiché se ne va. Marcie, all'insaputa di tutti, telefona Mr. E per avvertirlo del fatto che Velma non sospetta neanche lontanamente della loro costante collaborazione. Per pulirsi l'anima dal senso di colpa per aver cacciato Marcie, la Mystery Inc. è volenterosa di risolvere un mistero, e Shaggy ne coglie l'occasione leggendo dal giornale dell'incidente di Feist. I ragazzi si recano alla centrale di polizia, dove scoprono che lo sceriffo Stone ha sbattuto in cella Horbert per qualche strana ragione, e più di una volta, Bronson specifica di non conoscere il banchiere, nonostante Feist dica il contrario. Horbert svela alla Mystery Inc. del terribile sogno avuto prima dell'incidente: era imprigionato in un infinito labirinto, e lo stesso stregone sopracitato, gli dava la caccia, finché il mago non gli ha sussurrato all'orecchio "Livello 99". All'udito di tale parola, Shaggy comincia a preoccuparsi, ma sostiene di non saperne nulla. In casa di Fred, i ragazzi capiscono dal disordine generale che qualcuno vi si è intrufolato, mentre Daphne continua ad evidenziare a Fred il fatto di essere solo ed esclusivamente amici. La sera stessa, lo stregone appare nei sogni della nota conduttrice televisiva e cuoca, Francilee Jackson, bisbiglia alla donna "Dado a venti facce", e successivamente, durante il suo programma in tv, Francilee svela che, il segreto delle sue focaccine di granturco, è proprio la mancanza del granturco. Francilee finisce in prigione come Horbert, accusata di frode per aver mentito sulle sue ricette, e anche stavolta, la donna precisa di conoscere Bronson sin dall'asilo, ma l'uomo smentisce nuovamente. Francilee ha avuto lo stesso e identico incubo di Feist, con tanto di labirinto e frasi magiche, e quando parla del "Dado a venti facce", Shaggy e lo sceriffo Stone si allarmano silenziosamente. Francilee dice di sapere anche chi sarà la prossima vittima dello stregone: Melvin Keisterbaum. Daphne sfreccia immediatamente da Melvin, con i ragazzi, in quanto è il suo vicino di casa, ma purtroppo, arrivano troppo tardi, e la villa dell'uomo esplode davanti a loro, e Velma rinviene una strana lampadina rotta. Melvin, disperato, comunica alla Mystery Inc. dell'incubo che lo ha spinto a distruggere casa propria, per colpa del Tessitore di Sogni. Non appena Velma si domanda quale sia il nesso tra Livello 99, Dado a venti facce, e il Tessitore di Sogni, Shaggy dice nervosamente di non giocare a "Cripte&Creature", e Fred risponde che è un gioco di ruolo fantasy per nerd. Shaggy confessa di essere stato un grande giocatore di Cripte & Creature, ma si vide costretto a lasciar perdere tutto quando capì che gli stava dando alla testa. All'arrivo di Bronson, Melvin lo avverte di essere il prossimo obiettivo del Tessitore di Sogni, così, lo Sceriffo Stone confida la sua storia: da bambini, lui, Horbert, Francilee e Melvin erano soliti giocare a C&C, con mappa e personaggi inventati da Bronson, ma smisero di farlo poiché cominciarono a crescere, e questa potrebbe essere la ragione della vendetta del Tessitore di Sogni. Fred, Daphne e Velma escono per cercare informazioni sulla lampadina, mentre Shaggy e Scooby vengono incaricati di impedire di dormire allo sceriffo Stone. Prima di salire sulla Mystery Machine, Velma riceve una telefonata da Mr. E, che le rammenta di aver commesso una mossa sbagliata nell'aver cacciato Marcie dalla squadra, ma Velma riattacca il cellulare. Intanto, Shaggy e Scooby non riescono a svolgere il loro compito, e finiscono con l'addormentarsi insieme a Bronson, e tutti e tre capitano nel labirinto del Tessitore di Sogni. Per fortuna, Fred, Daphne e Velma li svegliano e Bronson, mostra ai ragazzi un disegno del Tessitore. Shaggy nota che il master, nella rappresentazione di Stone, impugna la sua sfera di cristallo nella mano destra, contrariamente alla versione "reale", in cui usa la sinistra. La Mystery Inc. mette a punto un piano per indurre il Tessitore a confessare la sua vera identità, e così, si scopre essere proprio Horbert Feist. Horbert aveva comprato con diversi milioni della banca, un apparecchio dotato di lampadine che stimolano la fase REM del sogno, e che gli ha permesso di entrare nella mente delle persone per manipolarle, e ha coperto ogni sua possibile traccia con l'incidente d'auto. Feist rivela di averlo fatto per essere stato eliminato dal gioco molti anni prima, a causa di Bronson, Francilee e Melvin. A casa di Fred, la Mystery Incorporated scopre la porta di casa aperta e che ogni cosa è stata ripulita e sistemata. Improvvisamente, compaiono un uomo e una donna, i quali si rivelano essere Brad Chiles e Judy Reeves, genitori biologici di Fred, che annunciano ufficialmente il loro ritorno a Crystal Cove.
- Mostro: Tessitore di Sogni / Horbert Feist
- Note:
  - Ritornano Brad Chiles e Judy Reeves,i veri genitori di Fred.
  - "Cripte & Creature" è una parodia del gioco di ruolo "Dungeons & Dragons".

## Il mostro delle campane
In un flashback di poco prima che la gang incontrano i genitori biologici di Fred, a Crystal Cove mette piede un "Camion delle Curiosità", il cui saltimbanco, Gene Sheppard, invita tutti i presenti ad entrare e ammirare le sue opere terrificanti e mostruose, e tra le persone vi sono anche Shaggy e Scooby. Sheppard mostra alla gente una teca contenente l'Hodag, una creatura dai denti aguzzi proveniente dalla mitologia del Wisconsin. Shaggy non cade nel tranello di Gene, e rende partecipi le persone del fatto che l'Hodag è solamente un pupazzo, svelando così la truffa. Successivamente, mentre è in casa a spazzolarsi i capelli, Daisy, una delle sorelle maggiori di Daphne, con la quale non li è molta simpatia, si imbatte nell'Hodag in carne ed ossa dopo aver udito il suono di un tintinnio. Nel contempo, Fred, Daphne, Velma, Shaggy e Scooby ascoltano la storia di Brad e Judy: come detto dall'ex sindaco Jones, i due amati furono costretti ad abbandonare Crystal Cove per l'incolumità di Fred, ma adesso sono ritornati per stargli accanto, e tra l'altro, ammettono di essere diventati dei perfetti costruttori di trappole, facendosi chiamare "Gli Sternum". Scooby, invece, si invaghisce all'istante della bella cagnolina dei coniugi, chiamata Nova. D'un tratto, il telefono di Daphne squilla, e l'interlocutore è Daisy, che avvisa la sorella dell'aggressione avvenuta ai suoi danni per colpa di un mostro. La Mystery Incorporated giunge sulla scena del crimine, anche se Daisy ammette di non essere stata assalita a livello fisico, dal momento che la creatura ha solo rubato una costosa collana di rubini regalata dal suo fidanzato e un'altra collanina costituita da tanti campanellini fatta da Daphne. Velma chiede a Daisy di descrivere l'aspetto del mostro così da disegnarlo, mentre Scooby domanda ai suoi amici diversi consigli in amore con cui colpire Nova, ma nessuno sembra dargli un consiglio valido. A lavoro completo, Scooby si accorge che il disegno del mostro fatto da Velma somiglia al pupazzo dell'Hodag visto nel Camion delle Curiosità. Di conseguenza, la squadra arriva sul posto, e incontrano Gene Sheppard, che dice loro che la cassaforte posta sotto l'Hodag può essere aperta solo una volta all'anno, dato che al suo interno giace un prezioso oggetto. Dopo che l'uomo si allontana, la gang sente un tintinnio come quello udito da Daisy poco prima dell'attacco, e l'Hodag prende vita. Il mostro aggredisce i ragazzi, ma quando giunge Sheppard, l'Hodag bersaglia il saltimbanco per rubargli la chiave che apre la cassaforte, e che l'uomo porta al collo. Velma salva Gene, e Fred cerca di stordire la creatura con il flash di una fotocamera, ma senza successo, e infatti, l'Hodag riesce a scappare. Quella sera stessa, in casa Blake si festeggia il ritorno di Brad e Judy. Durante i festeggiamenti, Daphne restituisce a Judy il pendente trovato nelle grotte di Crystal Cove tempo prima, mentre Velma consola Shaggy, che sembra venire trascurato da Scooby per Nova. Velma, inoltre, nota la presenza di Marcie alla cerimonia. Improvvisamente, dal di fuori dell'abitazione, l'Hodag attacca lo Sceriffo Stone, per poi scatenare il terrore tra gli ospiti, che vengono derubati di ogni gioiello e oggetti costosi. Il mostro, sentendo il campanello sul collarino di Nova, la rapisce, provocando il dispiacere di Scooby. Al Camion delle Curiosità, la banda scova il bottino rubato dall'Hodag, così incriminano Sheppard, che viene arrestato da Bronson. La sindaca Nettles, per ricompensare la Mystery Incorporated per aver risolto l'ennesimo mistero, regala alla squadra un ufficio tutto per i ragazzi nel seminterrato del municipio. I cinque amici mettono in ordine la stanza, ma continuano ad essere dubbiosi sul caso. Velma scopre infatti che alcuni animali hanno la capacità di essere controllati con dei suoni, così la Mystery Inc. escogita una trappola: Velma e lo Sceriffo Stone si nascondono nella stazione di polizia per guardare l'Hodag rubare la chiave della cassaforte di Sheppard; Daphne, nel Camion delle Curiosità, avvisa Fred, Shaggy e Scooby che il mostro ha appena preso dalla cassetta il prezioso oggetto di Gene; i tre ragazzi, allora, servendosi delle campanelle, fanno cadere in trappola l'Hodag. La Mystery Incorporated svela l'Hodag come Roberto, la scimmietta ammaestrata da Ned Fussbuster, il proprietario di un negozio di formaggi. Ned ha insegnato a Roberto l'arte del rubare qualsiasi cosa di valore usufruendo di un tintinnio, però, con il tempo, la scimmia ha iniziato a fissarsi solo con i campanelli, pertanto, Fussbuster lo ha usato a proprio vantaggio per trafugare ciò che Sheppard teneva nascosto nella cassaforte: un antico formaggio stagionato di ben 500 anni, e realizzato proprio a Crystal Cove da un maestro spagnolo produttore di formaggio. Ned minaccia la gang di gettare a terra Nova se non riceverà l'alimento, ma Scooby salva la cagnolina tirando addosso il formaggio e consegna Fussbuster nelle mani della giustizia. Infine, Velma domanda a Gene perché sia venuto a Crystal Cove, visto che attrazioni come la sua sono rare da trovare in circolazione, e Sheppard risponde che è stato il formaggio a condurlo in città. Quando il Camion delle Curiosità abbandona Crystal Cove per sempre, la Mystery Incorporated, osservando una crepa da cui si emana un bagliore, aprendo il formaggio, rinviene il quarto pezzo del Disco Planisferico. Nel frattempo, nella foresta, Brad, Judy, Cassidy e Ricky vengono chiamati a raccolta dal Professor Pericles, che vuole la loro collaborazione per riprendersi i pezzi del Disco Planisferico dalla nuova Mystery Incorporated.
- Mostro: Hodag Del Terrore / Roberto, Ned Fussbuster
- Indizi: Quarto pezzo del Disco Planisferico
- Note:
  - L'Hodag è una vera leggenda metropolitana del Wisconsin, nella cittadina di Rhinelander

## Colpo della Polka
Nel museo d'arte di Crystal Cove, si sta tenendo una mostra dedicata alle opere moderne del facoltoso artista, Randy Warsaw, e alla quale aderiscono anche Janet, Bronson, Brad, Judy e Cassidy. Quest'ultima tenta di parlare con Brad e Judy sulla proposta di Pericles, ma i due si rifiutano. Randy, orgoglioso, presenta alle persone una scultura di cui è particolarmente fiero, ovvero il "Ciarpame". Istantaneamente, il Ciarpame si anima e aggredisce la gente, fino a ingoiare la cantante emo della cerimonia, Eeko, tramutandola in una statua dorata. Il giorno seguente, nel loro ufficio al municipio, Daphne continua ad ignorare sentimentalmente Fred, mentre Velma comunica agli amici dell'attacco del Ciarpame della sera precedente e della vicenda di Eeko. La sindaca Nettles accorre per chiedere disperatamente l'aiuto della Mystery Incorporated, poiché qualcuno sta cercando di rovinare Randy, i cui graffiti dei mostri smascherati dalla squadra sparsi per la città, hanno inserito Crystal Cove negli itinerari culturali. La Mystery Inc. decide di infiltrarsi ai preparativi della mostra di Warsaw, il quale rimane colpito dalla bellezza di ognuno di loro, eccetto di Daphne, e li assume come suoi modelli e aiutanti: Fred è costretto a stare a torso nudo per risaltare la sua mascolinità; Velma, privata dei suoi occhiali, diviene la nuova musa ispiratrice di Randy, e sostituisce la vecchia dea, Clio; Shaggy diventa nuovo operaio delle sculture; e infine, Scooby si impersonifica nella voce del cantante della rock band emo di Randy. Fred, dando un'occhiata alla presunta opera infernale, la aziona inavvertitamente dandole un calcio, e il Ciarpame, al termine di un brusco caos, trasforma anche Clio in statua. Intanto, in casa di Fred, Cassidy visita Brad e Judy e li scongiura di non pensare più al tesoro maledetto che ha dannato le loro vite e distrutto la splendida amicizia che c'era una volta, ma gli Sternum cacciano la donna intimandole di stare fuori dalla faccenda se non vuole che qualcuno si faccia del male. Nel frattempo, Daphne, si ritrova ad investigare da sola, e nota andar via in maniera sospetta uno dei membri dello staff di Warsaw, Costruttore 1, un ragazzo conosciuto da Shaggy, e che odia profondamente Randy per prendersi il merito delle opere che costruisce lui stesso. Daphne lo pedina, e dopo averlo visto imbucare nella cassetta della posta qualcosa, viene trascinata in un vicolo dallo stesso. Costruttore 1 le dice di essere un falsario, dato che ogni volta che realizza un'opera d'arte per Randy, ne fa una copia vera per rivenderla. Subito dopo, compare il Ciarpame, che inghiotte il ragazzo e poi aggredisce Daphne, che fortunatamente viene salvata dall'arrivo di Fred, Velma, Shaggy e Scooby. Al museo d'arte, i ragazzi tentano, invano, di persuadere Randy a liberarsi della scultura, ma le parole di Velma, spingono l'artista ad organizzare una mostra con lo scopo di essere trucidato dal Ciarpame e dimostrare, in modo da diventare lui stesso un'opera d'arte. Mentre anche la statua di Costruttore 1 viene scortata nell'ufficio della Mystery Inc. assieme a quelle di Eeko e Clio, Velma ricorda nella posizione delle tre sculture, qualcosa di vagamente familiare, e a questo punto, interviene lo Sceriffo Stone, che oltre a precisare che le statue rappresentano un dipinto tedesco basato sulla Polka, svelando di essere un filosofo d'arte. La Mystery Incorporated, alla mostra di Randy, cattura finalmente il Ciarpame, e rivela che le paralisi di Eeko, Clio e di Costruttore 1 erano state provocate da un elemento della fermentazione della birra usato solo in Baviera, così, i cinque hanno invertito l'effetto, liberandoli. Alla fine, la mente dietro il Ciarpame si presenta come Butch Firbanks, chitarrista della band "Di domenica non c'è nessuno in giro", in realtà di origini tedesche. Butch faceva parte dei "Kaiser Wurst", un gruppo movimentato della Polka, ma Randy gli fece abbandonare il suo sogno, modellandolo in un membro di una band emo, ragion per cui meditava vendetta verso Warsaw. Sulla via del ritorno, la Mystery Inc. ascolta via radio la voce di Cassidy, che annuncia del suo nuovo programma intitolato "Radio Verità", nel quale si cimenterà nel raccontare tutta la storia sul maleficio di Crystal Cove.
- Mostro: Ciarpame / Butch Firbanks
- Note:
  - Randy Warsaw è una parodia di Andy Warhol;
  - Lo Sceriffo Stone è un filosofo d'arte.

## Il mistero s'infittisce
La sindaca Nettles organizza una serata speciale per i cittadini di Crystal Cove presso il cimitero per la visione di un film horror di Vincent Van Ghoul, in cui l'attore è vittima di un branco di "Ghoul della Nebbia". Tuttavia, la visione del film dura ben poco quando un vero "Ghoul dei Cimiteri", soprannominato così da Shaggy, rovina la serata, mettendo in fuga chiunque, Mystery Inc. inclusa. Al mattino, la gang investiga tra le lapidi in cerca di indizi, e Velma viene spaventata da Evallo, il becchino del cimitero. Velma è convinta che Evallo sia il Ghoul dei Cimiteri, sia per l'aspetto simile, che per il suo modo di agire. Fred, Daphne, Shaggy e Scooby, purtroppo, non vogliono basarsi solamente sull'istinto di Velma, e decidono di continuare con le ricerche partendo dalla pittoresca casetta posta su di un'altura nel bel mezzo del cimitero. La Mystery Incorporated viene dunque accolta dalla famiglia che vi risiede, le Bjorklund, capitanate dalla madre, Moder Bjorklund, che ha tre bellissime figlie, ma che non hanno voglia di parlare. Fred e Shaggy concordano nel rimanere nella casa con il pretesto di indagare, anche se in verità, sono attratti dalle Bjorklund, mentre Daphne e Velma non si fidano molto. Daphne, resta per badare ai ragazzi, e Velma esce per fare delle indagini come si deve. Fred, Shaggy e Scooby, mentre mangiano delle polpette cucinate dalle Bjorklund, vengono a conoscenza del fatto che le donne sono arrivate a Crystal Cove 6 mesi prima, credendo che comprando il cimitero si sarebbero arricchite, anche se il panorama si affaccia sulla società del gas. Intanto, Velma, volenterosa di risolvere il mistero, viene avvicinata da Mr. E, che rivuole la ragazza di nuovo nella sua squadra, ma Velma rifiuta all'istante, non volendo commettere l'errore di fidarsi di lui ancora una volta. A quel punto, Pericles rammenta a Ricky di non avere più nessuno dalla sua parte, dal momento che Cassidy è risentita e arrabbiata e Brad e Judy risultano essere degli enigmi di difficile comprensione. Intanto, Fred, Daphne, Shaggy, Scooby e le Bjorklund vengono aggrediti dal Ghoul dei Cimiteri, che prima di andar via, impone loro di lasciare il cimitero per sempre, e nel frattempo, Velma scopre dal web che la proposta di lavoro di Evallo, il cui vero nome è Conte Evallo Von Meanskrieg, è stata negata perché il test attitudinale aveva mostrato la sua "cattiveria congenita", così corre ad avvertire gli altri. Mr. E ricorda il suo primo incontro con il Professor Pericles, avvenuto quando lui era un ragazzino: Ricky salvò Pericles, curandolo dopo aver sbattuto e perso la capacità di volare, e nonostante il pappagallo fosse riuscito a spiccare il volo nuovamente, decise di restare accanto al ragazzino. Velma giunge dagli amici con la prova schiacciante che Evallo è il Ghoul dei Cimiteri, ma Fred e Shaggy continuano a non credere all'amica, e Daphne oramai è assorbita dalla sua ossessione per il cioccolato. Velma, iritata, esce di casa, e nel cimitero, viene raggiunta da Scooby, desideroso di aiutarla con il mistero. Velma e Scooby cadono in un'imboscata del Ghoul, ma una volta seminato, i due sentono uno strano odore, per poi recarsi alla centrale di polizia per raccontare tutto allo Sceriffo Stone. Dopo un primo momento, Bronson decide di aiutare Velma e Scooby, ed insieme, i tre escogitano una trappola per il Ghoul dei Cimiteri, i cui movimenti ruotano sempre attorno ad un mausoleo. Entrandoci, Velma, Scooby e lo Sceriffo Stone fiutano il medesimo odore, e trovano delle tubature per pompare gas naturale dal cimitero. Anche se il piano iniziale non va esattamente come avrebbe dovuto, i tre riescono a catturare il Ghoul, che viene smascherato proprio come Evallo. Usando la sua posizione di becchino, copriva le attività di ladro di gas naturale dall'azienda del gas di Crystal Cove. Velma, inoltre, ammette che anche le Bjorklund sono, inconsapevolmente, coinvolte. Difatti, Evallo rubava il gas dall'azienda, che a sua volta, estraeva senza volere il gas da un giacimento posto sotto il loro cimitero. Pertanto, la sindaca Nettles ripaga le donne con un assegno di 30 anni di profitti arretrati, con cui le Bjorklund ritornano nel loro paese natale. Quella sera, Mr. E e il Professor Pericles buttano alle spalle il loro burrascoso passato, e uniscono le forze per ottenere il tesoro maledetto e regnare, ma per poterlo fare, hanno bisogno di sbarazzarsi di Cassidy.
- Mostro: Ghoul dei Cimiteri / Evallo Von Meanskrieg

## La baia di cristallo
Gary ed Ethan, due calciatori della squadra del liceo di Crystal Cove, scalano il cosiddetto "Monte Diabla" per un allenamento speciale, ma d'improvviso, dal cielo, plana una creatura urlante dal nome "Dark Lilith", che fa precipitare i due ragazzi giù per un dirupo, facendo perdere il loro pallone fortunato. La Mystery Inc va a trovare Gary ed Ethan all'ospedale, e Fred promette loro di ritrovare il pallone, così, la gang si reca, il giorno stesso, al "Pozzo dello Scorpione", che è localizzato nelle vicinanze del Monte Diabla. La banda giunge in un vecchio villaggio di motociclisti deformi e inguardabili, capeggiati dall'anziana Nonna Ballacoidenti, e tra i quali, l'unico più carino e avvenente, di nome Jim il Brutto, si sente a disagio con il gruppo poiché influenzato dalle dicerie sul suo conto secondo cui lui sarebbe l'orrido, anche se Daphne ne rimane affascinata. Velma domanda a Nonna Ballacoidenti qualche informazione sul Monte Diabla, così la donna invita i ragazzi a restare per la cena in modo da raccontare la storia sulla montagna maledetta. A sera inoltrata, mentre Nonna Ballacoidenti esce per procurarsi un po' di animali da arrostire al falò, Jim narra della leggenda di Dark Lilith, che protegge il Monte Diabla da chiunque osi esplorare la zona. Dark Lilith compare inaspettatamente, intimando alla Mystery Inc. e ai motociclisti di lasciar stare la sua montagna, altrimenti li perseguiterà per l'eternità, e poi, demolisce il villaggio facendolo allagare con la riserva d'acqua. Nonna Ballacoidenti bandisce dal Pozzo dello Scorpione la Mystery Inc. per aver sfidato Dark Lilith e causato la distruzione del loro villaggio, e durante il tragitto verso casa, i ragazzi scoprono che nella Mystery Machine si è intrufolato Jim, il ragazzo offre il suo aiuto alla gang per risolvere il mistero di Dark Lilith poiché è stanco di vivere nella costante paura, e li conduce su per il Monte Diabla. La gang e Jim cadono però in una grotta sotterranea, e dopo un primo momento di tensione, incontrano Boro, una donna che ha trascorso così tanto tempo in quel posto da essere diventata matta. Infatti, Boro ha con sé il pallone portafortuna di Gary ed Ethan, e lo reputa il suo amato. Boro annuncia ai ragazzi che Dark Lilith abita su una vecchia nave in cima alla montagna, però, la donna demone appare e fa crollare la grotta, nonostante i ragazzi riescano ad uscirne sani e salvi. Tuttavia, il pallone fortunato viene perduto, e Jim, nel tentativo di salvare Shaggy e Scooby, viene spinto da Dark Lilith ruzzolando per un precipizio, dopodiché la demone volante si dilegua. Subito dopo la scomparsa di Dark Lilith, Velma annusa un odore familiare, e Boro scorta la Mystery Incorporated verso un vecchio galeone spagnolo posto sulla cima della montagna. Velma trova un antico diario di bordo, che riesce a tradurre: Fernando El Aguirre, era il comandante del vascello, che venne a sapere dell'esistenza di un sarcofago del cristallo a Yucatán nel Messico, pieno di inestimabili ricchezze; dopo averlo scortato sulla loro nave, l'esercito di Aguirre venne sopraffatto da una perfida Entità Malvagia che risiedeva all'interno del sarcofago, che si servì di loro al fine di commettere atti orribili e sanguinolenti; capendo in cosa si fossero imbattuti, i Conquistatori fecero incagliare la nave sulla spiaggia di una baia, che dal sarcofago, prese il nome di "Crystal Cove"; Fernando creò il Disco Planisferico per segnare la posizione del sarcofago, seppellito molto in profondità, per poi dividerlo in 6 pezzi, e sparpagliarli in giro per il mondo affinché nessuno potesse mai rintracciare la minaccia; uno dei frammenti venne posto proprio a bordo del galeone, che Aguirre ordinò fosse trasportato sull'attuale Monte Diabla, e fornito di trappole letali. La Mystery Inc. capisce quindi che i Conquistatori Spagnoli di Fernando El Aguirre furono i fondatori di Crystal Cove, nonché coloro che secoli prima scomparvero in circostanze misteriose. Fred, servendosi delle trappole pre-installate da Fernando, riesce ad usarle a proprio vantaggio, così la gang scovano il quinto pezzo del Disco Planisferico. Purtroppo, Dark Lilith li batte sul tempo, e nella seguente lotta per il dominio dell'oggetto, Velma lega alla caviglia di Dark Lilith una corda collegata all'albero maestro, che spinge il vascello giù per la montagna, atterrando sul Pozzo dello Scorpione. Mentre Fred, Daphne, Shaggy e Scooby capitano dall'altra parte della zona rispetto a Velma, quest'ultima fiutando il medesimo odore, riconosce finalmente che dietro Dark Lilith si cela Marcie. Velma capisce allora che Marcie lavora ancora con Mr. E, e la ragazza si è servita della leggenda della donna demone e della bravura di Fred nel trovare le trappole, per recuperare il pezzo del Disco Planisferico. Marcie, pensando che l'amicizia venga prima di tutto, dal momento che Velma è stata la sua unica e vera amica, le restituisce il pezzo, e poi le promette di stare in guardia da Mr. E. Velma guarda Marcie abbandonare il Pozzo dello Scorpione, non sapendo se mai la rivedrà più, e Fred, Daphne, Shaggy e Scooby la raggiungono, complimentandosi con lei per aver preso il pezzo. Velma omette il particolare della vera identità di Dark Lilith, e pone poi il pezzo del Disco Planisferico accanto agli altri due che la gang aveva già recuperato. Alla fine, Jim, sopravvissuto alla caduta, e con il corpo e viso deformati ridà a Fred il pallone portafortuna, e la Mystery Inc., sommando i tre pezzi in loro possesso, più i due che ha Mr. E, capisce che ne manca solamente uno al completamento del Disco Planisferico. La gang si allontanana dal Pozzo dello Scorpione, inconsapevoli di essere osservati dal vero fantasma di Fernando El Aguirre, che prima di smaterializzarsi, pronuncia ridendo in modo maniacale la parola "Nibiru".
- Mostro: Dark Lilith / Marcie Fleach
- Indizi: Quinto pezzo del Disco Planisferico.
- Note: Il pallone in cui Boro si è innamorata, è un riferimento al pallone "Wilson" di Cast Away.

## Il pellegrino fustigatore
Al Bosco degli Innamorati di Crystal Cove, Dylan e Brenda, la sfortunata coppia che attrae sempre mostri di vario genere, si imbattono in un pellegrino
fustigatore, il "Giudicatore Hebediah Grim", che li giudica e aggredisce con un martellone di legno. Dylan scappa via, lasciando Brenda da sola, ma all'improvviso, Gary, che si trovava da quelle parti, molla una serie di calci con il suo pallone al Giudicatore, per poi salvare Brenda, che riconoscente, divienta la sua fidanzata. Il mattino seguente, Gary e Brenda raccontano della vicenda della sera precedente alla Mystery Inc. In casa di Fred, Brad e Judy si accaparrano la fiducia della gang, mostrandosi di essere dei genitori responsabili per il figlio, ma a causa di un fraintendimento, Fred "schernisce" il loro aiuto per il caso. La sera stessa, lo Sceriffo Stone e la sindaca Nettles fanno un "appostamento" nel Bosco degli Innamorati, ma lo scopo di tutto era solo uno stratagemma di Bronson per farsi innamorare da Janet. La Mystery Incorporated arriva appena in tempo per essere aggredita dal Giudicatore, che giudica Daphne, Janet e Cheryl una ragazza, fidanzata con un bulletto sfacciato, che la molla per salvarsi. Solamente Velma non cade nel mirino del Giudicatore, poiché rappresenta un modello di purezza e decoro. Bronson trattiene il Giudicatore per dare il tempo a Janet di scappare con la gang a bordo della Mystery Machine, mentre la giovane ragazza viene portata in salvo nuovamente da Gary, ed entrambi salgono sul veicolo del mistero. 
Più tardi, Velma trova sul luogo dell'aggressione, le impronte di Hebediah Grim, che presentano delle strane tacche, e intanto, Daphne declina ogni proposta di Fred di uscire con lui, in quanto non ancora pronta. La Mystery Inc. comincia a sospettare di Ethan, migliore amico di Gary, così lo seguono dappertutto per spiarne le mosse. Mentre Ethan è indaffarato, la gang entrano di nascosto in casa sua per investigare, e nella camera da letto, trovano delle iscrizioni ad un club di teatro, e in aggiunta, un copione della recita "Il Fustigatore". La gang credono di aver trovato le prove della colpevolezza di Ethan, ma quando il ragazzo li scopre e nega ogni accusa, si collega via-chat con Gary per informarlo, ma Hebediah Grim compare per giudicarli con il suo martellone. Ethan mette in fuga il Giudicatore, e questo, porta Daphne ad invaghirsene. Subito dopo, Ethan mostra un'altra pista su cui indagare a Fred, Velma, Shaggy e Scooby, e che riguarda Doogle McGuiness, attore che ha interpretato Hebediah Grim alla recita. La gang, senza Daphne, che è impegnata a ringraziare Ethan per averla salvata, vanno a trovare Doogle, e davanti alla porta di casa sua, Shaggy rinviene un annuario scolastico del liceo, con le immagini segnate delle ragazze aggredite dal Giudicatore. Prima che Doogle possa dare una spiegazione sull'annuario, Hebediah Grimm lo stende, per poi avvertire Fred, Velma, Shaggy e Scooby che è giunta l'ora di giudicare Daphne. La Mystery Inc. al completo pianifica una trappola per il Giudicatore, e Brad e Judy accettano felici di dar loro una mano. Alla fine, mentre Fred e Daphne sembrano riavvicinarsi, ma comprare un'altra Hebediah Grim, che una volta catturati, risultano essere Gary ed Ethan. I segni sulle impronte del mostro erano tacchetti di scarpe da calcio, e Velma aveva trovato, inserendosi nel portatile di Ethan, la registrazione del video con cui Gary ed Ethan pensavano di scagionarsi, e volevano incastrare Doogle con l'annuario. Lo hanno fatto per far entrare nelle grazie delle ragazze. Alla fine, Janet e Bronson si allontanano furtivamente dalla scena, facendo intendere di essersi incontrati per un appuntamento galante, mentre Fred ringrazia i genitori, intanto che Cassidy osserva con un binocolo, capendo che i coniugi stiano fingendo.
- Mostri: Hebediah Grim / Giudicatore / Gary & Ethan.

## Il mistero del castello
Una famiglia ha prenotato una vacanza presso la famosa Biblioteca Burlington, posta all'interno di un tenebroso castello in mezzo alle montagne più innevate. Una figura simile ad Anubis, con il nome di Fiend si presenta ai tre, ma d'improvviso si trasforma in un'orrida creatura simile ad un lupo, il che spinge la famiglia a scappare di corsa dal castello. La Mystery Incorporated è in viaggio verso una pista sciistica per staccare un po' da Crystal Cove e dai misteri, ma gli amici vengono sorpresi da una valanga che guasta lievemente la Mystery Machine da non poter proseguire con il cammino. La banda scorge in lontananza il medesimo castello, e prendono l'iniziativa di passare la notte tra le camere del palazzo. La gang vengono accolti dal proprietario del maniero, Dan Fluunk, che pare essere un tantino schizzato. Dan presenta alla gang, l'irascibile cuoco Don Fong, e poi spiega alla gang che Oswald P. Burlington, fondatore della biblioteca e mentore di un gruppo di investigatori proprio come la Mystery Inc., ordinò che la sua libreria fosse sempre aperta ogni giorno a tutte le ore, e se per qualche ragione, dovesse chiudere, ogni cosa contenuta in essa verrà depositata alla Darrow University. Velma viene colpita dalle innumerevoli foto all'interno della struttura, e Dan comunica che Oswald era appassionato dai gruppi formati da quattro persone e un animale, ma nessuno ne sa ancora la ragione. Fluunk mostra poi ai cinque la statua del grosso orangotango, compagno di avventure di Barlington, di nome Mister Peaches. Più tardi, Shaggy e Scooby, affamati, si recano nelle cucine di Don Fong, ma il cuoco si tramuta in un mostro dalla pelle rossa, così, i due amici, corrono ad avvisare Fred, Daphne e Velma. Tuttavia, ritornati sul posto, la Mystery Inc. non nota nulla di sospetto, come se non fosse capitato niente. Successivamente, Fred e Scooby si dirigono ad controllare che la Mystery Machine non abbia subito alcun danno ingente, mentre Velma comincia a studiare dai libri della biblioteca, finché, la ragazza non sente dei rumori. Velma origlia una strana conversazione telefonica intrattenuta da una donna, che alla fine si rivela essere il Decano Fenk della Darrow University, bramosa di acquistare la libreria. Nel frattempo, Daphne, dopo un bagno rilassante, viene assalita da una terrificante creatura somigliante al mostro della mitologia Medusa, ma per fortuna, si barrica in una stanza con Fred, e qui, i due amati hanno occasione di riconciliarsi con un bacio. Tuttavia, nel contempo, Fred si trova a riparare la Mystery Machine in compagnia di Scooby, una volta finiti i lavori al veicolo, si recano in camera di Shaggy, che però risulta essere chiusa a chiave: questo perché Daphne e Shaggy, stregati da qualche strana sostanza, i due si stanno baciando, con la ragazza che crede che Shaggy fosse Fred, e che il ragazzo credeva di essere veramente Fred. Così, mentre Scooby ha un incubo inerente su Fiend, Velma, appisolatasi in biblioteca, si risveglia. Accortasi della mancanza della statua di Mr. Peaches, Velma viene aggredita dalla stessa statua, ma improvvisamente, tutto trema intorno ai due, e da un muro, fuoriesce a gran velocità un treno con a bordo, Oswald P. Burlington ed i suoi amici risolutori di misteri, quando Mr. Peaches raggiunge i compagni, e il treno si dilegua nel camino, Velma si affretta a raccontare tutto agli amici. Velma arriva da Fred e Scooby in preda al delirio, e in seguito, i tre sfondano la porta della camera di Shaggy, e trovano il ragazzo e Daphne rannicchiati. Shaggy e Daphne capiscono dell'errore commesso, e la Mystery Incorporated condivide lo stesso particolare: poco prima delle aggressioni e delle inverosimili vicende, ognuno di loro aveva messo la legna sul fuoco. Analizzandola, Velma realizza che l'elemento è soprannominato la "Legna del Terrore", proveniente da un peculiare albero, che, se bruciato, scatena delle tremende allucinazioni, e quindi sono spiegati gli insoliti avvenimenti fino ad ora capitati nel castello. In seguito, Velma comunica agli amici che, da quanto appreso dai libri della biblioteca, la squadra di investigatori di Burlington era stata battezzata la "Loggia Benevola del Mistero", formata da due ragazzi, due ragazze e un animale come mascotte. Con un ingegnoso piano, la Mystery Inc. acciuffa Fiend, dietro la cui maschera si nasconde Dan Fluunk. Dan dice di essere stufo di badare al castello, poiché ci è vissuto sin dalla sua nascita, senza mai sperimentare il mondo che vi è al di fuori delle mura; Fluunk, scoperta la Legna del Terrore, aveva intenzione di utilizzarla per spaventare i visitatori così da chiudere per una buona ragione la biblioteca e andarsene in vacanza, in un posto molto più caldo. Infine, con sua felicità Dan viene arrestato,, e il Decano Fenk ammette di essersi innamorata di Don Fong, il cui atteggiamento, nella sua cultura, era un segno di avvertimento per i ragazzi. La Fenk, entusiasta, informa la Mystery Incorporated che ora, la Biblioteca Burlington, andrà sotto la protezione della Darrow University. D'un tratto, un libro viene lanciato da una finestra, e il Decano dice essere un antico manuale di Bartolomeo Magnus, alchimista del Sacro Romano Impero ai tempi di Carlo V. Velma ricorda che Bartolomeo Magnus ha creato il Disco Planisferico, e il libro è risalente a cinque secoli prima. Intanto, Cassidy si intrufola in casa Dinkley e attacca sulle pareti della camera di Velma le foto della famiglia Darrow, ovvero, anch'essa una famosa compagnia del mistero. Cassidy pone a Velma e alla Mystery Inc. il compito di scoprire come mai tutto questo sia già successo.
- Mostro: Fiend / Dan Fluunk
- Note: La Loggia Benevola del Mistero, la Famiglia Darrow e gli altri membri formati da 4 persone e un animale erano dei risolutori di misteri.

## La città sommersa
Un robot nazista della seconda guerra mondiale attacca Cassidy alla sua stazione radio. La donna riceve aiuto alla Mystery Incorporated, spiegando che i robot la stanno attaccando da una settimana. La gang scopre che vengono da sotto il mare, quindi Daphne recluta i bambini a cui fa da babysitter, Tom e Tub, per portarli alla città sommersa, che si rivela essere la città in cui i missionari furono scomparsi. Mentre si avvicinano alla città sommersa, vengono attaccati dai robot e dalla testa del fantasma di Frau Abigail Gluck. La gang si imbatte in una fabbrica, dove vengono fabbricati, poi scoprono il cadavere di Frau Abigail Gluck, un ex membro della Loggia Benevola del Mistero, che sussurra "Nibiru", quindi scoprono che c'è Pericles dietro i robot. Pericles, oltre ad aver preso il controllo dei robot, e che nel 1930 ha conosciuto Frau Abigail Gluck, che era stata lei ha costruire la fabbrica, i robot, e il suo fantasma per proteggere la sua struttura. Pericles rivela di esser lì per il sesto pezzo del Disco Planisferico, che ha già recuperato, poi attiva l'autodistruzione e scappa mentre la Mystery Inc. riesce a salvarsi grazie Cassidy che è riuscita a far scappare il sottomarino, sacrificando la sua vita morendo nell'esplosione.
- Mostri: Soldati Robot (controllati dal Professor Pericles) e (costruiti da Frau Abigail Gluck)

Fantasma della testa di Frau Abigail Gluck (creata da Frau Abigail Gluck)
- Indizi: Trovato il 6º pezzo del Disco Planisferico.

## Il Mostrorso
Un orso mutante spaventa chiunque si avvicini alla Destroido. La Mystery Incorporated indaga, scoprendo che la Destroido ha permesso al litio tossico di riversarsi nell'acqua vicina.
Mutando così gli animali e la vegetazione. Questo ha danneggiato la fattoria di avocado di George Avocados, di cui la gang sospetta di quest'ultimo. La Mystery Inc. trova un pass identificativo e irrompe nel laboratorio della Destroido, dove trovano centinaia di esperimenti sugli animali mutanti. Vengono attaccati dal Mostrorso e riescono a fuggire via. A un evento di "beneficenza" della Destroido, il Mostrorso attacca di nuovo, ma viene trovata una bomba, ma il Mostrorso afferma che non è sua, Fred lancia la bomba lontano dalla Destroido, facendo esplodere accidentalmente la piantagione di George Avocados. Il Mostrorso e si rivela essere Benson Fuhrman, con il vero cognome di Hairmore, vittima di uno balsamo difettoso rilasciato dalla Destroido, a causa del balsamo i peli del suo corpo crescono in continuazione, e spiega che lo testa dell'orso è una vera maschera e che i peli che ha sul corpo sono veri, e voleva smascherare la Destroido davanti a tutti per i loro prodotti dannosi. Ad aver messo la bomba sono stati Ricky Owens e il Professor Pericles, e progettano di ingaggiare Brad e Judy per rubare i pezzi mancanti del Disco Planisferico alla Mystery Incorporated.
- Mostro: Mostrorso / Benson Hairmore / Benson Fuhrman

## Il mostro robot
Un mostro simile al mitologico Krampus spaventa i ragazzini che fanno delle cattive azioni, facendogli diventare i capelli bianchi. La Mystery Incorporated indaga su Krampus, e si dirigono verso la Roller Rink and Arcade, dove Krampus attacca di nuovo. Nel frattempo, Brad e Judy tentano di rubare i pezzi di Disco Planisferico della Mystery Inc. Quando la gang non riesce a intrappolare Krampus, e vanno nel penitenziario di Crystal Cove dove chiedono l'aiuto di Mary Anne Gleardon per usarla come esca in cambio di una riduzione di pena, ma Krampus la rapisce e scappa. La Mystery Inc. intrappola Krampus, alla vecchia fabbrica di giocattoli rivelando che è in realtà Charlie il Robot Spiritato. Brad e Judy riescono a rubare i pezzi del Disco Planisferico della Mystery Inc., ma quando tornano al quartier generale scoprono che i loro pezzi sono spariti. Un video della gang rivela che hanno creato Krampus con l'aiuto di Jason Wyatt in modo che l'originale Mystery Inc. pensasse di avere l'opportunità perfetta per rubare i pezzi del Disco Planisferico. Shaggy ha nascosto i veri pezzi dandoli a l'ex sindaco Jones, mentre Brad e Judy rubavano delle repliche. Fred ha piazzato una microspia su Brad per rintracciarlo, quindi Velma ha assunto Marcie Water per rubare i pezzi della vecchia Mystery Incorporated dal loro covo, mentre erano concentrati su Krampus. Fred rivela ai suoi genitori che non ritornerà a casa e Scooby di portarsi via Nova con loro. La nuova Mystery Incorporated, che ora ha tutti i pezzi del Disco Planisferico, lo assembla. Nelle grotte, l'Entità Malvagia dentro il sarcofago di cristallo sussurra la parola "Nibiru".
- Mostro: Krampus / Charlie il Robot Spiritato / Jason Wyatt (sotto l'ordine della Mystery Incorporated).

- Indizi: Tutti i pezzi del Disco Planisferico sono stati assemblati.

## Quest X
Cinque anni prima, un gigantesco robot drago attacca la Quest Industries, lasciando il cane della guardia di sicurezza Radley Crowne, Reggie, ferito. Quest lavora per salvare il cane. Nel presente, il vecchio registratore di Velma, utilizzato sul Disco Planisferico, produce la parola "Nibiru", Velma scopre che la parola "Nibiru" si riferisce a un'antica profezia babilonese secondo cui un allineamento di pianeti porterà al risveglio degli Annunaki, delle specie di demoni. All'improvviso lo stesso robot dal nome Dragonbot attacca la Mystery Incorporated al municipio. Vengono salvati da Blue Falcon e Cane Prodigio, che seguono Dragonbot da 5 anni. I due gruppi si alleano per fermarlo, coprono che la Quest Industries è ora di proprietà della Destroido, il gruppo scopre chi controlla Dragonbot, è Dr. Zin un nemico di Blue Falcon, che vuole il Quest X, che è stato utilizzato per non far morire Cane Prodigio. Dragonbot rapisce Blue Falcon e accidentalmente Scooby mentre indossava la cintura di Cane Prodigio, spingendo la squadra a seguirlo utilizzando un dispositivo di localizzazione. Arrivano sull'isola Vulcana, dove salvano Scooby e Blue Falcon, e poi sconfiggono il Dr. Zin, che voleva che il Quest X salvasse sua figlia Jenny. Così Cane Prodigio condivide la sua energia con Dragonbot liberando così Jenny, la figlia scappa via con il padre facendo saltare in aria il loro covo, e il gruppo riesce a salvarsi scappando in tempo.
- Mostro: Dragonbot / Jenny Zin (controllato dal Dr. Zin)

## Il teatro maledetto
Le prove di uno spettacolo sull'affondamento della vecchia Crystal Cove sono infestate dal fantasma del frate Gabriello Serra. Vincent Van Ghoul deve salvare lo spettacolo, quindi chiama in aiuto la Mystery Inc. La gang nota che George Avocados lavora come inserviente e sospettano di lui. Con Shaggy e Scooby come protagonisti, il gruppo aiuta a mettere in scena lo spettacolo, durante le prove compare isolo il fantasma di Gabriello Serra che avrete della pericolosità di Nibiru. Durante la serata di apertura, il fantasma compare e attacca Shaggy, poi il resto della gang lo intrappola, rivelando che George Avocados è finalmente il cattivo, e che stava cercando il diamante perduto della famiglia Avocados. Dopo l'arresto il vero fantasma di Gabriello Serra, che era comparso durante le prove, appare all'improvviso e spiega come faceva parte del primo gruppo di risolvitori di misteri, la Confraternita Misterium, che divenne vittima del Disco Planisferico e della maledizione. Fu il suo asino Porto a distrugge parte di Crystal Cove, facendo affondare l'insediamento con un pezzo del Disco Planisferico, Gabriello Serra, seguì Porto, che venne poi ucciso e divorato dagli alligatori, recuperando così il secondo pezzo del Disco Planisferico, che poi nascose in un formaggio. Serra li avverte di Nibiru, quindi ripete l'avvertimento "attenti al cane", poiché è l'animale mascotte che ha portato il suo gruppo alla caduta.
- Mostro: Fantasma di frate Gabriello Serra / George Avocados

- Indizi: viene rivelato che Porto, l'asino corrotto di Serra, ha provocato il crollo dell'insediamento originale di Crystal Cove nell'Oceano Pacifico, non un terremoto come si credeva originariamente. Il fantasma di Gabriello Serra avverte la gang di "Nibiru". La dichiarazione di Gabriello Serra di "Ascolta l'avvertimento degli alligatori" è un riferimento all'insegna dell'hotel a Gatorsburg che recita "Il cane muore!" in "Creature raccapriccianti".

- Note: 
  - dopo la sua cattura, George Avocados rivela che il diamante che il Camion Fantasma stava cercando nell'episodio 1×03 era in realtà travestito da maniglia nella Biblioteca Burlington e apparteneva alla famiglia Avocados.
  - Quando Vincent Van Ghoul inizia la produzione davanti al pubblico, esegue un omaggio alla parte di Vincent Price in Thriller di Michael Jackson.

## Grigi, rettiliani e affini
Mentre la Mystery Inc. indaga sul Disco Planisferico, lo Sceriffo Stone ricorda un evento d'infanzia in cui è stato rapito dagli alieni. La gang inizia a indagare quando tre veri alieni iniziano a rubare oggetti di valore da Crystal Cove. Velma si rende conto che le stature dei tre alieni assomigliano alle stature di tre ricercati elencati nella stazione di polizia. La gang intrappola gli alieni, che si rivelano una famiglia di ladri ricercati che si travestivano da alieni. Risolto il caso, la gang torna al caso del Disco Planisferico. Il vecchio fonografo di Velma, utilizzato in precedenza sul Disco Planisferico, fornisce la frase "Señor Primero Llave" e le coordinate del cimitero di Gatorsburg; una volta raggiunta la tomba del Señor Primero Llave, la Mistery Inc. la trova vuota, con solo una vecchia pistola a pietra focaia rimasta dentro. Velma si rende conto che Primero Llave, in spagnolo, sta per "Prima Chiave", quindi la pietra focaia è una chiave. Quando tornano a Crystal Cove, trovano il municipio in fiamme. Brad e Judy, che hanno appiccato l'incendio, guardano da lontano.
- Mostri: Alieno Grigio / Traveler O'Flaherty, Alieno Reptoide / Connor O'Flaherty, Aliena Nordica / Sheela O'Flaherty

- Indizi: Il Disco Planisferico fornisce delle coordinate di un cimitero a Gatorsburg. Al cimitero trovano una vecchia pistola a pietra focaia, che sembra essere la "Prima Chiave"

- Nota: 
  - le coordinate per il cimitero di Gatorsburg sono coordinate per uno studio Warner Bros. nella vita reale.
  - Le coordinate del cimitero di Gatorsburg alludono alla nota di Mr. E nell'episodio 1×02 in cui afferma che Gatorsburg era "un pezzo del puzzle".
  - La scena in cui la Mystery Machine si rompe è un omaggio a Incontri ravvicinati del terzo tipo, mentre la sequenza del campo di grano è un omaggio a Segni.
  - Le battute su un gruppo di creature rettiliane che vivono al centro della Terra potrebbero essere un riferimento ai Siluriani di Doctor Who.
  - Quando Velma fa visita allo Sceriffo Stone alla stazione, il poster dei ricercati degli O'Flaherty è visibile.

## Caccia alla regina
Il Professor Pericles crea una mandria di bovini mutanti (nati da un incrocio tra vitelli, piranha e api) per distruggere Crystal Cove nel tentativo di localizzare il Disco Planisferico. Mentre la mandria inizia a divorare la città, la Mystery Inc., la sindaca Nettles e lo Sceriffo Stone usano l'elicottero dell'ex sindaco Jones per intrappolare la regina del branco. Il bestiame segue il gruppo mentre lascia la città nel tentativo di proteggere la loro regina. Guardando da lontano, il Professor Pericles ordina a Brad e Judy di abbattere l'elicottero. Il missile colpisce la coda dell'elicottero e mentre la sindaca Nettles tenta di atterrare in sicurezza, Nova cade dal velivolo e viene quasi calpestata dalla mandria. La regina della mandria viene gettata nell'oceano mentre la mandria si disperde.
La gang trova Nova ferita gravemente e Scooby chiede a tutti di portare Nova in ospedale.
- Mostri: Mandria Mutante dei Teschi (creata dal Professor Pericles)

- Note:
  - La caduta di Nova dall'elicottero è animata in modo simile alla caduta di Mufasa ne Il re leone.
  - La regina è basata sulla regina aliena di Aliens.

## Ballo con gli zombie
La band di Rude Boy e degli Ska-Tastics, appassionata di voodoo, morta 30 anni prima in un disastro aereo, torna ad esibirsi sotto forma di zombies, e prende il controllo del pubblico con musica ska ipnotica, obbligando la gente a ballare per sempre. Le persone vittime del ballo trans vengono portati in ospedale, dopodiché la Mystery Inc. viene chiamata a risolvere il mistero. Nel frattempo, dal suo incidente con la mandria, Scooby visita Nova regolarmente in ospedale. Alla fine, la band ipnotizza tutta la città compresi Fred e le ragazze, costringendo Scooby e Shaggy, che sono immuni alla musica, a chiedere aiuto alle Hex Girls, che al momento si esibivano su uno yacht di uno sceicco. Lavorano insieme per combattere le band si sfidano in una magica battaglia musicale usando un accordo di quinta perfetta, che si conclude con la sconfitta degli Skatastics. Si scopre che sono i veri Rude Boy e gli Skatastics, che non erano morti e volevano riconquistare la popolarità con la musica ipnotica. Più tardi, la gang scopre uno spartito musicale che è apparso sul Disco Planisferico. Quando le Hex Girls cantano la melodia, leggendo lo spartito, il Disco Planisferico rivela un'altra serie di coordinate, che conduce la Mystery Inc. dal pescatore Skipper Shelton. Scoprono che l'elmetto da conquistadores di Shelton porta il nome "Segundo Llave" scritto sotto la tesa, e capiscono che esso è la Seconda Chiave. Infine, Scooby visita Nova in ospedale, e la cagnolina si sveglia in stato di trans per pochi secondi, come posseduta, avvertendo Scooby che "Nibiru sta arrivando", prima di riaddormentarsi.
- Mostri: Ska-Tastics Zombies / Rude Boy e i Ska-Tastics (sé stessi)

- Indizi: La Seconda Chiave, cioè un elmetto da conquistadores. Il criptico avvertimento di Nova.

- Note:
  - Questa è la seconda apparizione delle Hex Girls, che sono tornate ai loro abiti originali visti in "Scooby-Doo! e il fantasma della strega".
  - La canzone "Chi fa voodoo?" di "Scooby-Doo! e la leggenda del vampiro" è presente in questo episodio.
  - Questo episodio mostra molte somiglianze con "Scooby-Doo! e la leggenda del vampiro".
  - La battaglia tra gli Ska-Zombies e le Hex Girls ricorda una scena di Scott Pilgrim vs. the World, in cui la musica di due band rivali genera mostri che iniziano a combattersi; il mostro vincitore vince il concorso musicale.
  - La musica per Rude Boy e gli Ska-Tastics è stata scritta ed eseguita da Dave Wakeling di The English Beat.
  - Cass Elliot è una delle persone che ballano al Tiki Tub.

## La dieta del vorace
Un mostro chiamato Glutin Demone divora la conduttrice culinaria Frencilee Jackson durante una sua diretta televisiva e successivamente fa razzia dei ristoranti della città. Scooby è terrorizzato dalle parole di Nova e mentre è con la Mystery Inc. che tenta di cenare insieme, il ristorante viene messo sotto assedio da Rick Spartan e Cachinga, che sono alla ricerca del mostro. Il Glutin Demone attacca vari luoghi intorno a Crystal Cove, inclusi vari ristoranti e il museo dove lavora Angie. Fred e Spartan costruiscono una trappola per il demone, Scooby e Shaggy lavorano per mangiare tutto il cibo che contiene del glutine in città per attirare il demone nella trappola, e Velma, Daphne e Cachinga indagano effettivamente sul Glutin Demone. Scoprono che il mostro è Francilee Jackson, che stava rimuovendo la concorrenza per aprire il suo ristorante. Mentre la polizia la scorta via, Francilee Jackson lascia cadere la sua ciotola e la gang si accorge che la ciotola in stile maya reca le parole "Tercero Llave" sul lato inferiore, quindi quella è la Terza Chiave. Nel frattempo, il Professor Pericles è impazzito, così Ricky decide di cercare il tesoro senza di lui. Brad e Judy informano Pericles del piano di Ricky, e Pericles impianta una verme incrociato con il veleno di cobra nella colonna vertebrale di Ricky per costringerlo a lavorare per lui.
- Mostro: Glutin Demone / Francilee Jackson
- Indizi: La Terza Chiave, è una ciotola maya.

## Il Brigante Gentiluomo
Un ladro in costume del 1700, che si fa chiamare il Brigante Gentiluomo, deruba gli automobilisti di passaggio e si porta via con galanteria le consorti dei poveri malcapitati. La Mystery Inc. decide di indagare, mentre investigano, la gang cerca di informazioni nella biblioteca della città, Scooby fa cadere per sbaglio un libro da uno scaffale, trovando un pezzo di tela di una vela all'interno del libro che reca le parole "Cuarto Llave", dunque quella è la Quarta Chiave.
Intanto il Brigante Gentiluomo rapisce diverse donne intorno a Crystal Cove, tra cui Nan Blake, che li ruba tutti i soldi dalla cassaforte, la sindaca Nettles, e Daphne. Con l'aiuto interno di Daphne che insieme alle done si trovano nel suo covo, la gang intrappola il Brigante Gentiluomo, che si rivela essere un bibliotecario solitario che voleva avere una vita più eccitante e avventurosa.
Poco dopo Scooby sogna Nova che "posseduta" da un'Anunnaki, lo avrete che il tesoro di Crystal Cove è maledetto per via di un Anunnaki malvagio dentro a un sarcofago di cristallo e che deve essere distrutto, Scooby si sveglia e terrorizzato averte i suoi compagni della tale minaccia.
- Mostro: Brigante Gentiluomo / Bibliotecario di Crystal Cove
- Indizi: La Quarta Chiave che si rivela essere un pezzo di tela di vela.

## Attraverso lo specchio
Mentre la Mystery Inc. indaga su dei lamenti provenienti in una casa abbandonata, che poi si rivela essere un gatto, una persona che assomiglia a Fred lo trascina attraverso uno specchio e lo porta in un mondo in cui il Disco Planisferico ha distrutto tutta Crystal Cove. Nel mondo reale, il Fred impostore prende il comando della gang, facendo sospettare agli altri che qualcosa non va. Il vero Fred incontra un'anziana Daphne, ma si rende conto che l'intera faccenda è uno stratagemma e fugge dalla città falsa che si rivela essere uno vecchio studio cinematografico abbandonato di Crystal Cove, e si riunisce con la Mystery Inc. I Fred combattono per il Disco Planisferico e si scopre che i falsi Fred e Daphne sono Brad e Judy che si sono fatti una chirurgica plastica per assomiglire a loro, i due lavorano con il Professor Pericles per ottenere il Disco Planisferico. Pericles usa i suoi Soldati Robot per minacciare Daphne affinché il Disco Planisferico gli venga consegnato così Fred accetta. Ottenuto il Disco Planisferico, il Professor Pericles pianifica di liberare l'Entità Malvagia.
- Mostri: Fake Fred / Brad Chiles, Fake Daphne / Judy Reeves, Scheletri Animatronici (controllati dalla Destroido sotto ordine del Professor Pericles), Soldati Robot (controllati dal Professor Pericles)

- Indizi: Il Professor Pericles vennero l'Entità Malvagia sigillata all'interno del sarcofago di cristallo e finora ha sempre cercato il Disco Planisferico per liberare l'Anunnaki malvagio.
- Note: 
  - L'ambientazione apocalittica nel mondo dello specchio è una parodia del classico horror del 1984 "La notte della cometa".

## Il segreto del sarcofago
Quando una versione mostruosa del Freak di Crystal Cove inizia ad apparire negli incubi di Scooby, la Mystery Inc. decide di indagare su cosa sta succedendo. Cercano l'aiuto dell'ipnotizzatore solitario professor Horatio Kharon (autore del libro che Velma sta leggendo), che ha anche lui ha visto il Mostruoso Freak nei suoi sogni oltre ad apparire in quelli di Scooby, e dice a Velma di dare il talismano all'altro sé stesso. La gang viene ipnotizzata per entrare nel mondo dei sogni, e vedono che ci sono le parti migliori di tutti coloro che sono stati manipolati dall'Entità Malvagia. La gang viene inseguita dal Mostruoso Freak per tutta la dimensione onirica. Presto incontrano le proiezioni oniriche di tutti coloro che hanno avuto a che fare con il tesoro maledetto in passato, e scoprono che i precedenti gruppi di risolutori di misteri e le persone affiliate al tesoro sono stati tutti manipolati dall'Entità Malvagia che è intrappolata nel sarcofago di cristallo. La gang intrappola il Mostruoso Freak, che si rivela essere Fernando El Aguirre, il capo dei conquistadores, che desiderava che lui e i suoi uomini rimanessero maledetti come punizione per le loro azioni. l'Anunnaki che parla attraverso Nova spiega alla Mystery Incorporated che sono discendenti del primo vero gruppo di risolutori di misteri della popolazione Maya dello Yucatán, i Ma Cuben Sin Macul detti anche i Cacciatori di Segreti, fu manipolato per la prima volta dall'Entità Malvagia all'interno del sarcofago di cristallo; tuttavia, erano puri e si resero conto di essere manipolati. Tentarono di distruggere l'Entità Malvagia con una reliquia denominata "Cuore del Giaguaro", ma non ci riuscirono a causa dell'interruzione dei conquistadores. La gang dopo aver riunito l'anima di Horatio Kharon deve trovare il Cuore del Giaguaro per distruggere l'Entità Malvagia sigillata all'interno del sarcofago.
- Mostro: Mostruoso Freak / Fantasma di Fernando El Aguirre

- - Indizi: Si scopre che i membri dei gruppi di risolutori di misteri:
  - i Ma Cuben Sun Macul
  - la Confraternita Mysterium
  - l'Alleanza Mysterio
  - la Mystery Gang
  - la Loggia Benevola del Mistero
  - la Compagnia del Mistero della Famiglia Darrow
  - l'originaria Mystery Incorporated
  - la nuova Mystery Incorporated

si sono conosciuti / creati grazie alla manipolazione dall'Entità Malvagia.
- - Si scopre che le 4 Chiavi sono legate ad alcuni risolutori di mistero:
  - Primero Llave - La pistola a pietra focaia: Compagnia del Mistero della Famiglia Darrow
  - Segundo Llave - L'elmetto dei conquistadores: Mystery Gang
  - Tercero Llave - Ciotola maya: Alleanza Mysterio
  - Curato Llave - Pezzo di tela da vela: Loggia Benevola del Mistero

- - Si scopre che le 4 Chiavi sono legate agli elementi della natura:
  - Primero Llave - La pistola a pietra focaia: Fuoco
  - Segundo Llave - L'elmetto dei conquistadores: Acqua
  - Tercero Llave - Ciotola maya: Terra
  - Curato Llave - Pezzo di tela da vela: Aria
- Note:
  - Questo episodio è una parodia del franchise "Nightmare".

## Il Cuore del Giaguaro
Yucatán. Il professor Enrique Andelusossa è a caccia del Cuore del Giaguaro, l'antica lancia dei Ma Cuben Sun Macul, incaricato da Angie Dinkley per conto della Mystery Inc., ma, giunto nei pressi del tempio dove fu trovato il sarcofago dell'Entità Malvagia dai conquistadores, luogo di sepoltura dei Ma Cuben Sun Macul e della lancia, viene rapito da delle liane provocate da una misteriosa Sacerdotessa Azteca. La gang, accompagnata da Angie, si reca nello Yucatán nel tentativo di cercare il Cuore del Giaguaro dopo aver perso i contatti con Enrique. Una volta arrivati, gli uomini del posto fanno i complimenti alla bellezza di Velma, la gang e Angie visitano il negozio di antiquariato del professor Enrique, dove la moglie di lui è arrabbiata con Angie, dicendo che è responsabile della sua scomparsa. Dopo una discussione, la Mystery Inc. viene attaccata dalla Sacerdotessa Azteca, che li avverte di allontanarsi dal tempio. Angie e la gang ignorano la sua minaccia e 4 giorni dopo arrivano nella giungla per trovare il tempio. Grazie alle abilità delle trappole di Fred, il gruppo supera le diaboliche trappole del tempio e scopre il Cuore del Giaguaro nella tomba di un membro femminile del Ma Cuben Sun Macul. La Sacerdotessa Azteca attacca ma viene catturata dalle trappole del tempio. Viene smascherata, come Enrique, che desiderava che Angie tornasse, subito dopo, appare la tenente Tomina Kasanski, una donna che stava pedinando il gruppo sotto l'ordine della sindaca Nettles in modo da aiutarli per portare la lancia sulla frontiera.
- Mostro: Sacerdotessa Aztecan / Enrique Andelusossa
- Indizi: La gang trova il Cuore del Giaguaro, la lancia usata dai Ma Cuben Sun Macul che è in grado di distruggere l'Entità Malvagia intrappolata nel sarcofago di cristallo.
- Note:
  - L'episodio è un omaggio alla saga di "Indiana Jones"

## L'esercito dei robot
La Mystery Inc. ritorna Crystal Cove, dopo 6 giorni di assenza, e scoprono che tutti in città sono scomparsi sotto terra. Poco dopo aver assistito alla scomparsa della sindaca Nettles e dello Sceriffo Stone, la gang va a casa di Fred per discutere del Disco Planisferico, di Nibiru, del tesoro maledetto e di un imminente allineamento planetario, Velma rivela che i pezzi del Disco Planisferico vengono sottoposti uno sopra l'altro viene proiettato l'allineamento dei pianeti del sistema solare, in aggiunta anche di Plutone e Nibiru che aiuterà l'Entità Malvagia di diventare più potente. Dopo l'interruzione dei Soldati Robot, la gang va sotto Crystal Cove e scopre che tutti in città sono costretti a lavorare per il Professor Pericles e il resto della Mystery Incorporated originale. Dopo aver ascoltato una conversazione tra la vecchia Mystery Inc., la gang escogita un piano tattico per far uscire tutti e chiudere l'operazione. Il giorno dopo Shaggy e Scooby vanno sotto copertura fingendosi Soldati Robot, mentre Fred e le ragazze attaccano nella Mystery Machine armata di trappole. Dopo che la voce è stata sparsa, lo Sceriffo Stone scatena una rivolta contro i Soldati Robot. Presto, i robot fermano Fred, Daphne, Velma, costringendoli a far saltare in aria la Mystery Machine, facendo credere che siano morti, ma che in realtà sono salvi nella macchina dei genitori di Shaggy, che Fred l'ha modificata per controllare a distanza la Mystery Machine. Dopo che i cittadini sono evacuati e la porta del tesoro maledetto è stata aperta, la gang si prepara con il Cuore del Giaguaro e le 4 Chiavi, inseguendo la Mystery Incorporated originale nelle caverne.
- Mostri: Soldati Robot (controllati dal Professor Pericles)
- Indizi: Il passaggio per il tesoro maledetto viene trovato e aperto.
- Note:
  - L'episodio è un omaggio al film "Tremors"

## Le porte dell'abisso
Mentre la gang segue l'originale Mystery Inc. attraverso le caverne, si avvicinano tutti al primo cancello del tesoro maledetto. Il Professor Pericles sa che il gruppo li ha seguiti, poiché li chiama a portare le chiavi per aprire i cancelli. La gang si rende conto che le Chiavi, pur essendo oggetti casuali, sono legati agli elementi della natura e servono per aprire i cancelli. La Mystery Inc. è costretta a collaborare dopo che Pericles rivela di avere in ostaggio Marcie. Capendo che le Chiavi vanno usate in ordine inverso, Fred apre il primo cancello dell'aria con la Quarta Chiave, il pezzo di tela di vela, ma fa scattare una trappola che distrae Pericles, permettendo a Marcie di prendere Pericles in ostaggio per far guadagnare al gruppo il tempo di scappare, anche se viene uccisa dai proiettili dei Soldati Robot poco dopo. La Mystery Inc. dopo aver attraversato dei ponti di legno sospesi in aria, arriva al secondo cancello della terra e lo apre usando la Terza Chiave, la ciotola maya. Entrano in una misteriosa grotta, dove vengono accolti e inseguiti da un Mostro di roccia, che lo sconfiggono facendolo schiantare contro un muro di granito, la gang arriva davanti al terzo cancello dell'acqua, che viene aperto usando la Seconda Chiave l'elmetto dei conquistadores. Il cancello si apre rivelando un grande mare sotterraneo, e il cancello si trasforma in una barca, con cui la gang inizia ad attraversare il mare. Velma afferma che stanno viaggiando tra varie dimensioni ogni volta che attraverso i cancelli. Dopo aver capito che il prossimo cancello è sott'acqua, la gang arriva al ultimo cancello del fuoco, che viene aperto usando la Prima Chiave, la pietra focaia della pistola. La Mystery Inc. entra nell'ultima grotta, che immersa dalla lava, e si imbatte nel sarcofago di cristallo e nel tesoro maledetto. l'Entità Malvagia sigillata all'interno cerca di manipolare la gang per far loro aprire il sarcofago e liberarlo, ma loro non ci cascano. Improvvisamente, Pericles e l'originale Mystery Incorporated arrivano e Pericles apre il sarcofago, liberando così l'Anunnaki malvagio.
- Mostro: Soldati Robot (controllati dl Professor Pericles), Mostro di roccia, Entità Malvagia / Anunnaki.
- Indizi: L'Entità Malvagia che era sigillata nel sarcofago di cristallo viene liberata dalla sua prigionia.

## I misteri non finiscono mai
In un riepilogo, l'Anunnaki nel corpo di Nova che secondo il calendario degli Annunaki, è l'anno 10.191, e che molto tempo fa degli Annunaki hanno imprigionato l'Entità Malvagia in un sarcofago di cristallo dimensionale sospeso tra i mondi.
I pianeti del sistema solare insieme a Plutone e Nibiru si sono allineati creando un fascio di potere per potenziare l'Entità Malvagia. Nel frattempo due Mystery Incorporated stanno davanti all'Entità Malvagia, che afferra Scooby-Doo e afferma che deve diventare il suo nuovo ospite. Scooby si libera, ma Pericles si offre volontario per essere posseduto dall'Entità Malvagia per diventare potente, l'Anunnaki malvagio accetta. Il Professor Pericles si fonde con l'Entità Malvagia, trasformandosi in un mostro simile a una piovra, quest'ultimo prende il controllo del corpo e della mente di Pericles, uccidendolo celebramente. L'Entità Malvagia nel corpo di Pericles assume il controllo dei Soldati Robot e uccide divorando Brad, Judy e Ricky, poi evoca altri malvagi Anunnaki, che procedono a rapire i cittadini affinché l'Entità Malvagia li uccida mentre li divora. Scooby prova a usare la lancia sull'Entità Malvagia, ma la pietra si frantuma. Grazie all'aiuto dell'Anunnaki nel corpo di Nova la gang si rende conto che la loro amicizia è il Cuore del Giaguaro e collaborano per avvicinarsi al sarcofago di cristallo. Quando Scooby distrugge il sarcofago, un vortice si apre e risucchia l'Entità Malvagia distruggendola, insieme ai suoi servi e gran parte del resto della Terra, fino a resettare l'intero universo. Il gruppo si risveglia in una nuova versione di Crystal Cove e della Terra stessa, dopo alcuni incontri, la Mystery Incorporated si rende conto che tutto il male causato dall'Entità Malvagia è stato annullato, cambiando così la storia. In questo nuovo mondo, tutte le persone non hanno mai commesso i loro crimini, e quindi Marcie, Cassidy, Brad, Judy, Ricky e Pericles sono vivi e buoni. Lo Sceriffo Stone e la sindaca Jenet Nettles si sono sposati e hanno 4 figli, anche Ricky e Cassidy si sono sposati e hanno fondato la Creationex Corporation, una fabbrica ecosostenibile ed ecologica, con il Professor Pericles come mascotte. Fredrick Jones, l'ex sindaco non si è mai dato alla politica ed è diventato l'allenatore di calcio del liceo di Crystal Cove e non ha mai rapito Fred, di conseguenza Brad e Judy lo hanno sempre cresciuto sin da bambino, e che insieme ai signori Blake, organizzano il matrimonio di Fred e Daphne quando diventeranno maggiorenni. I genitori di Shaggy si complimentano con il figlio per essere un bravissimo cuoco di successo della città. La gang si rende conto che le loro vite, sono molto diverse da come le conoscevano, e che devono adattarsi alla nuova realtà e conoscerla. La gang riceve un messaggio da Harlan Ellison, che è il nuovo Mr. E e rivela di ricordare ancora la sequenza temporale precedente e di aver iscritto i ragazzi alla Miskatonic University, dove li aspetta per l'inizio delle lezioni. La Mystery Inc., decidendo di crea una nuova Mystery Machine e che vale calarsi appieno nella nuova realtà e ascoltare a fondo il messaggio, si preparano al viaggio per il college e giurano di risolvere ogni mistero che incontrano. Mentre il gruppo si allontana, vengono osservati da Nova, che dice che Scooby è il cane più coraggioso che sia mai esistito e ringrazia lui e alla sua squadra.
- Mostro: Entità Malvagia / Anunnaki / Professor Pericles, Soldati Robot (controllati dal Professor Pericles e dall'Entità Malvagia), diversi Anunnaki malvagi.

- Indizi: Il mistero principale è risolto. Distruggendo l'Entità Malvagia, la gang ha creato una linea temporale completamente diversa, in cui nessuno è stato influenzato negativamente dall'Entità Malvagia e tutto è stato annullato, resettando l'universo.
- Note: 
  - Questo episodio è la seconda apparizione di Harlan Ellison, che è stato visto l'ultima volta nell'episodio "Non aprire quel libro!".
  - Gli incontri che la gang fa al ritorno a Crystal Cove sono gli stessi che hanno fatto all'inizio del primo episodio della serie, "Crystal Cove".
  - A differenza di qualsiasi altro episodio della serie, i titoli di coda presentano il tema di apertura e uno sfondo che ricorda il lavoro di pittura della Mystery Machine.